# Faraz Shariat
Faraz Shariat (* 1994 in Köln) ist ein deutscher Filmregisseur, Drehbuchautor und Filmproduzent. Er hat sich durch seine Beiträge zum Film, insbesondere im Bereich queerer, feministischer und antirassistischer Themen, hervorgetan. Sein autobiografisch inspiriertes Spielfilmdebüt Futur Drei  (No Hard Feelings, 2020) erhielt zahlreiche Auszeichnungen, darunter den renommierten Teddy Award. Shariat ist Mitbegründer des Filmkollektivs Jünglinge, das sich auf innovative und gesellschaftskritische Filmprojekte konzentriert.

## Leben
Nach ersten Regie- und Schauspielarbeiten am Schauspiel Köln begann der 1994 in Köln geborene Faraz Shariat 2013 sein Studium der Szenischen Künste an der Universität Hildesheim. Hier entstand das Filmkollektiv JÜNGLINGE, gemeinsam mit Paulina Lorenz und Raquel Dukpa.
Nach einem Dokumentarfilm und einigen Kurz- und Werbefilmen drehte Shariat sein autobiografisch geprägtes Spielfilmdebüt Futur Drei, das im Februar 2020 im Rahmen der Berlinale seine Premiere feierte. Das Drehbuch für den Film schrieb er in Zusammenarbeit mit Paulina Lorenz, die gemeinsam mit Shariat auch zudem im Filmkollektiv JÜNGLINGE den Film produzierte. Wie sein Protagonist wurde Shariat 2015 nach einem Ladendiebstahl zu 120 Sozialstunden als Farsi-Deutsch-Übersetzer verurteilt und lernte dort einen unbegleiteten minderjährigen Flüchtling kennen. Futur Drei wurde im Rahmen der First Steps Award 2019 als bester abendfüllender Spielfilm ausgezeichnet. Anfang Januar 2020 wurde der Film in die Vorauswahl für den Deutschen Filmpreis aufgenommen. Im Mai 2023 wurde Shariat Mitglied der European Film Academy.

## Filmografie
- 2015:	Ich bin euer Sohn (Kurzdokumentarfilm)
- 2020: Futur Drei (internationaler Titel: No hard feelings)
- 2020–2021: Druck (Fernsehserie, 6 Folgen)
- 2022: The Baby (Fernsehserie, 3 Folgen)
- 2024: Zeit Verbrechen (Miniserie, Regie bei Folge Love by Proxy)
- 2024: Schwarze Früchte (Fernsehserie, Produzent)

## Auszeichnungen (Auswahl)
Festival Internacional de Cine en Guadalajara
- 2020: Nominierung als Bester Spielfilm (Futur Drei)
- 2020: Auszeichnung mit dem Preis der Jury in der Sektion Premio Maguey (Futur Drei)[4]

First Steps Award
- 2019: Auszeichnung als Bester abendfüllender Spielfilm (Futur Drei)[5][6]

Internationale Filmfestspiele Berlin
- 2020: Auszeichnung mit dem Teddy Award als Bester Spielfilm (Futur Drei)
- 2020: Auszeichnung mit dem Teddy Readers’ Award (Futur Drei)
- 2020: Nominierung als Bester Erstlingsfilm (Futur Drei)
- 2020: Zweitplatzierter des Panorama-Publikums-Preises (Futur Drei)[7][8]

Outfest Los Angeles
- 2020: Auszeichnung für das Beste Drehbuch mit dem Grand Jury Prize - International Narrative (Futur Drei)[9]

Preis der deutschen Filmkritik
- 2021: Nominierung für das Beste Spielfilmdebüt (Futur Drei)[10]